# لمسيد المركز (امسيد)
لمسيد المركز هي إحدى مشيخات المملكة المغربية، تتبع جغرافيا لإقليم طانطان وإداريًا لامسيد. يقدر عدد سكانها بـ 451 نسمة حسب الإحصاء الرسمي للسكان والسكنى لسنة 2004.